# LARG SCM

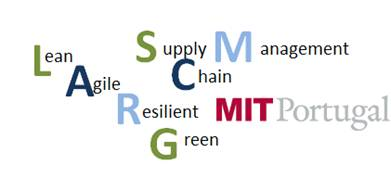
LARG SCM

Quản lý chuỗi cung ứng LARG cố gắng kết hợp các cách tiếp cận Lean, Agile, Resilient và Green trong Quản lý chuỗi cung ứng. Quản lý chuỗi cung ứng Lean nhằm mục đích duy trì gần bằng không hàng tồn kho và giảm quá trình làm việc; Agile trả lời nhanh các câu hỏi của khách hàng và thay đổi thị trường trong khi kiểm soát chi phí và chất lượng; Khả năng phục hồi là phản ứng nhanh chóng với sự gián đoạn ảnh hưởng đến chuỗi cung ứng; và Green đề cập đến tính bền vững trong chuỗi cung ứng thông qua phát thải thấp ra môi trường và chiến lược tái chế cho các sản phẩm.

## Lịch sử
Ý tưởng về LARG SCM được phát triển trong đơn vị nghiên cứu về kỹ thuật cơ khí và công nghiệp (UNIDEMI) thuộc Khoa Khoa học và Công nghệ tại Đại học New Lisbon, Bồ Đào Nha. UNIDEMI là trung tâm nghiên cứu chính hoạt động trên LARG SCM. UNINOVA và NECE là đối tác đóng góp.

## Tổng quan
Một công ty Lean có nghĩa là hàng tồn kho gần như bằng không; một công ty kiên cường phải có đủ hàng tồn kho để phản ứng với những ảnh hưởng của sự gián đoạn có thể xảy ra trong chuỗi cung ứng. Những khái niệm này dường như mâu thuẫn. Tuy nhiên, sẽ rất lý tưởng khi cả hai hệ thống cùng làm việc trong một công ty. Những sự thật này tư vấn cho nghiên cứu sâu hơn trong quản lý chuỗi cung ứng và sản xuất; Các khái niệm tinh gọn và khả năng phục hồi đòi hỏi phải được mô hình hóa trên cơ sở tương thích. LARG SCM phát triển sự hiểu biết sâu sắc về mối quan hệ tương tác (xung đột và đánh đổi ) qua các chuỗi cung ứng nạc, nhanh nhẹn, kiên cường và xanh . Sự hiểu biết này được cho là rất quan trọng để biến những khái niệm này thực sự tương thích. Thành tựu này sẽ cung cấp một đóng góp quan trọng cho một môi trường cạnh tranh và bền vững; sự biện minh của nó sẽ dựa trên các hệ thống sản xuất xanh nạc, nhanh nhẹn, kiên cường và xanh tốt hơn ở cấp độ công ty, với hàm ý ở cấp độ chuỗi cung ứng tổng thể và các đại lý. Larg SCM bao gồm một loạt các chủ đề liên quan như phương pháp, đặc điểm, hệ thống tổ chức, đo lường hiệu suất, yếu tố con người, hệ thống thông tin, và tích hợp quản lý mô hình .